# Campagna di Herat del 1731
La campagna di Herat del 1731 fu una campagna militare combattuta tra le forze persiane dell'Impero safavide capeggiate dallo scià Nadir e quelle afghane abdalidi.
La ri-soggiogazione di Herat all'inizio degli anni trenta del Settecento ebbe luogo al picco della guerra ottomano-persiana (1730-1735) quando Nadir Shah che già aveva respinto gli ottomani dall'Iran occidentale e dall'Azerbaijan meridionale dovette condurre una campagna di breve durata per la rivolta degli abdalidi ad Herat che vennero provocati a riprendere le armi contro i loro dominatori persiani da Hussei Hotaki di Kandahar. Il conflitto riportò la sovranità persiana ad Herat.

## La rivolta di Zulfaqar Khan
Quando l'Impero persiano era impegnato a reincorporare i territori perduti ad ovest, il sultano Hussein di Qandahar istigò gli abdalidi di Herat ad organizzare una rivolta contro il governo persiano mentre le sue forze erano impegnate con gli ottomani a centinaia di chilometri di distanza. Il governatore di Herat, Allahyar Khan, che era stato confermato nella sua posizione da Nadir dopo la guerra del 1729 rimase leale alla causa persiana ma il suo luogotenente, Zulfaqar Khan, venne coinvolto nelle operazioni di supporto ai Qandahar.

## L'assedio di Mashad
Allahyar Khan venne obbligato ad abbandonare Herat e prese rifugio presso il fratello di Nadir, Ibrahim Khan. Gli abdalidi invasero la provincia di Khorasan e marciarono sulla sua capitale locale, Mashad, sconfiggendo i persiani al comando di Ibrahim Khan, costringendoli a ritirarsi entro le mura della città per sostenere un assedio. Anche se gli abdalidi avevano poche possibilità di conquistare la città con la poca artiglieria in loro possesso che sicuramente non avrebbe fatto breccia sui bastioni di Mashad, questi eventi scioccarono Nadir che ricevette la notizia dell'attacco alla sua base sul campo di battaglia. Il 16 agosto Nadir lasciò Tabriz e marciò con le sue forze per 2250 chilometri nell'altopiano iraniano a gran velocità, portandosi verso Mashad dove trovò gli abdalidi in ritirata.

## L'assedio di Herat
Hussein Hotaki stava divenendo ansioso della sua posizione a Qandahar con Nadir che si stava avvicinando a Herat, e pertanto cercò di entrare in negoziati con lo stesso Nadir. Il supporto del sultano Hussein al suo fedelissimo, Zulfaqar Khan, non cessò comunque né diminuì – ed anzi le forze di diverse migliaia si trovavano ancora comandate da Mohammad Seidal Khan.
L'esercito persiano giunse nell'aprile del 1731 nel villaggio di Noghreh a pochi chilometri da Herat, dove i persiani si batterono per conquistare le torri e le fortezze circostanti. Durante una di quelle notti, il piccolo entourage di Nadir di appena otto moschettieri rimase intrappolato in una torre isolata dove Seidal Khan stava conducendo un raid a sorpresa. Fortunatamente per Nadir un'unità di moschettieri accerchiò la torre e riuscì a scacciare il nemico. Dopo aver attraversato un ponte sull'Harrirud, i persiani mossero un grande contrattacco alle forze afghane e li costrinsero a ritirarsi nel cuore della cittadella di Herat. Una notte, mentre Nadir stava riposando nella sua tenda, un cannone afghano dalle mura della cittadella sparò un colpo casuale che andò a sfondare il tetto della tenda di Nadir e che cadde a breve distanza dal suo letto senza però danneggiare il comandante, evento che i suoi generali non esitarono a definire miracoloso.
L'ultimo attacco decisivo ebbe luogo appena fuori dalla città quando Zulfaqar Khan e Seidal Khan si accordarono per un attacco coordinato contro i persiani. L'attacco venne decimato quando Nadir inviò delle forze contro gli afghani composte prevalentemente da cavalleria. La sconfitta portò alla dipartita di Seidal Khan che in cambio guidò i sopravvissuti ad Herat chiedendo i termini della sottomissione.

## Il tradimento di Allahyar Khan
Sulla base del trattato siglato su ambo i lati, Allahyar Khan tornò al suo ruolo di governatore di Herat con Zulfaqar Khan esiliato a Farah. Nadir occupò comunque militarmente la cittadella locale – azione che diede prova di essere un terribile disastro quando 4000 combattenti riaccesero nuovamente la ribellione. Allahyar Khan venne messo sotto pressione malgrado la sua riluttanza ad aderire alla rivolta. Allahyar Khan venne anch'egli esiliato.
L'assedio della cittadella venne ripreso sino a quando gli afghani non inviarono degli emissari di pace. I negoziati furono lunghi ma alla fine Zulfaqar Khan e suo fratello ottennero la possibilità di fuggire verso Qandahar mentre Herat venne occupata e saccheggiata dalle truppe di Nadir. Ibrahim Khan tentò di conquistare Farah, aiutando la pacificazione della regione in accordo con le politiche di Nadir di migrazione forzata di molte tribù impegnate nella ribellione e nell'incorporazione di molti combattenti nelle sue forze.